# Sale (Negrita)
Sale è il primo singolo estratto da L'uomo sogna di volare, il sesto album della rock band Negrita.

## Curiosità
- È il primo singolo in cui non c'è la presenza dello storico Zama alla batteria. La batteria è stata suonata da Paolo Valli.
- È stato il primo singolo in commercio dei Negrita ad essere venduto esclusivamente sul web. Il singolo non è mai uscito nei negozi e nemmeno in radio per via di alcuni contenuti e riferimenti espliciti del testo.
- È uscito solo il videoclip, trasmesso nei canali musicali.
- Nel brano alcune parti vocali sono eseguite dal rapper brasiliano Gabriel o Pensador.

## Tracce
1. Sale – 4:08